# Ракета (паровоз)
«Ракета» (англ. «Rocket») — один з перших паровозів, побудований в 1829 році батьком і сином Джорджем і Робертом Стефенсоном. З ранніх локомотивів «Ракета» є найвідомішим, причому багато в чому тому, що по-перше вона виграла єдині у своєму роді змагання паровозів — «Рейнхільські випробування» (англ. Rainhill Trials), а по-друге — це був перший у світі паровоз з трубчастим паровим котлом. Надалі така конструкція котла стала застосовуватися на всіх паровозах.
Вельми поширена помилка, що «Ракета» є першим паровозом, однак насправді перший паровоз був запатентований ще Річардом Тревітіком в 1804 році, тобто на чверть століття раніше стефенсонської «Ракети».

## Історія
У 1829 році будівництво залізниці Ліверпуль — Манчестер добігало кінця. У міру наближення до завершення будівництва, в компанію стало приходити все більше ідей і патентів про способи тяги поїздів по залізниці. В основному пов'язано з великою недовірою громадськості, в тому числі і багатьох авторитетних інженерів, до паровозів. Тоді Джордж Стефенсон, будучи досвідченим конструктором паровозів і основним ініціатором будівництва громадських залізниць, заявив що зможе побудувати паровоз, який би задовольняв всі вимоги громадськості. При цьому Стефенсон допускав, що потрібний паровоз міг би бути побудований і іншими конструкторами. Тоді один з членів правління, будучи великим фанатом кінних перегонів, запропонував влаштувати змагання паровозів, тим самим вибравши найкращий з паровозів, а заодно влаштувати рекламу компанії та майбутньої залізниці. Стефенсон таке рішення повністю підтримав. Наприкінці квітня того ж року дирекція Ліверпуль-Манчестерской залізниці за підтримки ряду інженерів, у тому числі і самого Джорджа Стефенсона, опублікувала умови майбутнього конкурсу паровозів. Тепер Стефенсону необхідно було створити паровоз, який би зміг виграти майбутні змагання.

## Проектування і побудова паровоза

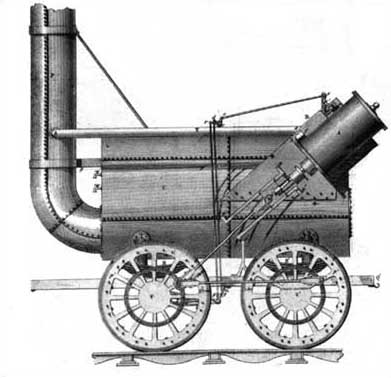
«Ланкаширська відьма» — остання перед «Ракетою» модель Стефенсона

Головний принцип конструкції, використаної в новому паровозі, успішно експлуатувався Стефенсоном починаючи з його перших моделей, побудованих в 1815 році для Кіллінгвортської залізниці. Основна ідея полягала в тому, що зайвий пар, після надання тиску на циліндри, виводився в трубу, полегшуючи доступ чистого повітря, забезпечуючи гарну тягу, якнайшвидше згорання палива і більш високий ККД. До початку роботи над новим паровозом залишалася, невирішеною інша проблема — малої площі поверхні нагрівання. Стефенсон мав намір усунути цей недолік екстенсивним шляхом — подовжуючи котел і збільшуючи площу поверхні жарових труб. В останній перед «Ракетою» моделі паровоза, розробленої для Стоктон-Дарлінгтонской залізниці, Стефенсон прийшов до концепції здвоєної труби, яка помітно збільшила площу поверхні нагрівання. Однак така модель була занадто важкою — засновані на цьому принципі паровози важили 12 тонн, тоді як вимоги організаторів конкурсу передбачали вдвічі меншу масу .
Рішення було знайдено завдяки водотрубному котлу, розробленим Артуром Вулфом і вдосконаленому інженером У. Х. Джеймсом. Основна ідея водотрубного котла полягала у проходженні води і пари по паралельних трубках, прокладених через топку. Джеймс, запропонував свою розробку увазі Стефенсона в 1827 році, наполягав, що заснований на ній паровоз зможе розвивати швидкість в 20 і навіть 30 миль на годину, яка на ті часи здавалася небезпечними фантазіями. Вже в 1828 році трубчасті котли для двох паровозів були виготовлені на заводі Стефенсона на замовлення французького інженера Марка Сегена для Сент-Етьєнської залізниці — в цьому варіанті по трубках, що проходили через воду в котлі, подавалася також вода, тільки вже розігріта. Хоча принцип був визнаний Стефенсоном вдалим, його конкретне втілення не стало успішним — трубки швидко вкрилися накипом і прогоріли .
Для «Ракети» в результаті експериментів був обраний розроблений спільно з Генрі Бутом варіант, у якому по трубках через воду в котлі повинен був пропускатися розігрітий газ. Другою важливою деталлю стало звуження діаметра парової труби, завдяки чому швидкість руху пари в системі зросла. Нарешті, третім удосконаленням в порівнянні з попередніми моделями було пряме з'єднання золотників парової машини з ведучими колесами локомотива. Технічне втілення першої і головної ідеї зайняло певний час: спочатку система, в якій трубки для гарячих газів трималися на гвинтах, сильно протікала, і тільки після того, як мідні трубки були пропущені безпосередньо через отвори в торцях котла і приварені, гідравлічний тиск забезпечив герметичність конструкції.

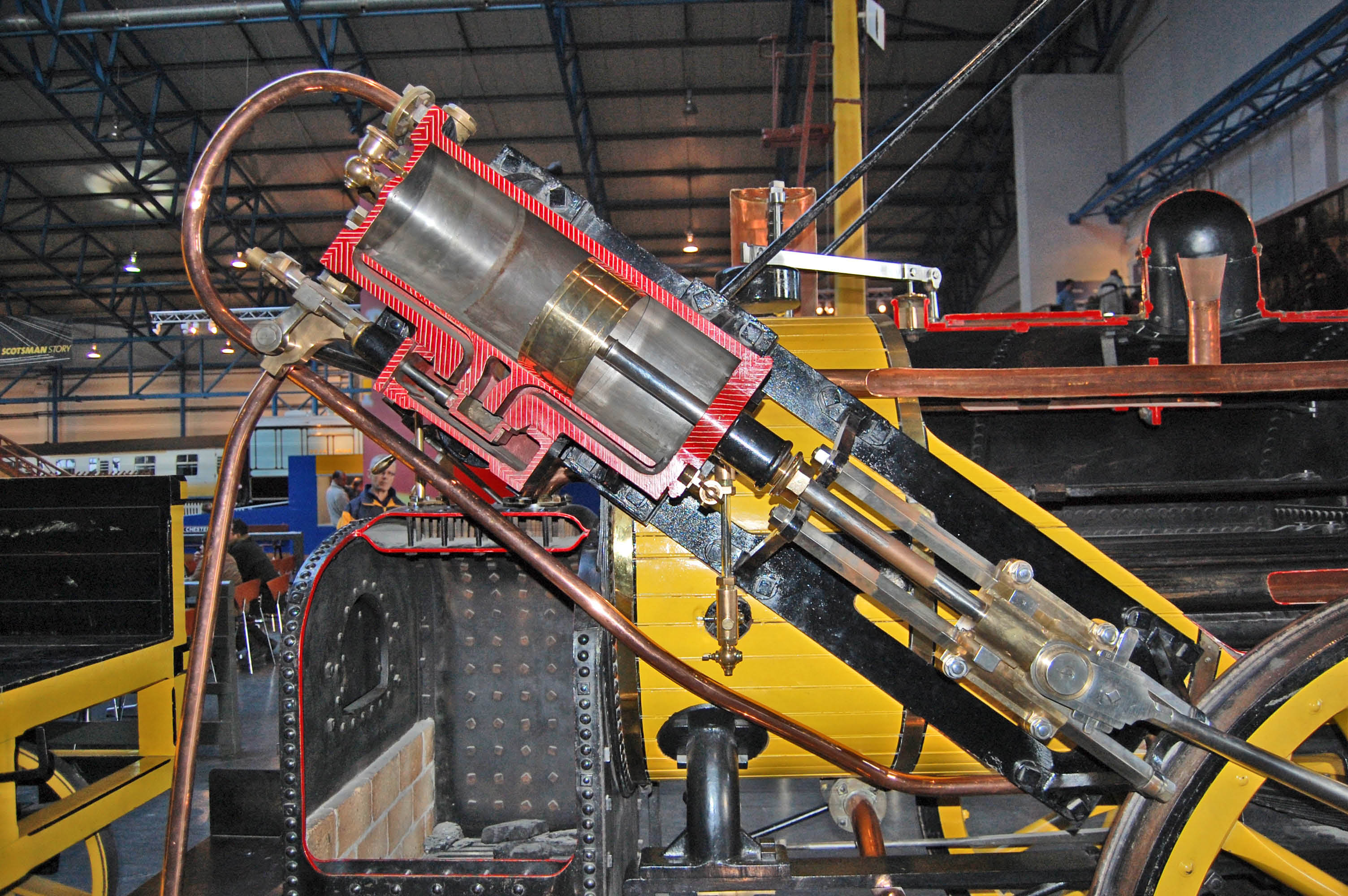
Циліндр «Ракети» в розрізі

В своїй кінцевій формі котел «Ракети» був циліндричним з плоскими торцями, довжиною 6 футів (близько 180 см) і 3 фути і 4 дюйма (близько 100 см) в діаметрі. Верхня половина котла являла собою резервуар для пара, у нижній частині була вода, через яку були пропущені 25 мідних трубок діаметром по 3 дюйма (7,5 см), які одним кінцем відкривалися в топку, а іншим у паровозну трубу. Топка розмірами 2 на 3 фути (60 на 90 см) була розташована безпосередньо перед котлом і теж була оточена водою. Циліндри парової машини, спрямовані більш горизонтально, ніж у попередніх моделях, щоб мінімізувати коливання під час руху, були розташовані у задній частині котла і з'єднані шатунами з віссю передньої — ведучої — пари коліс. Коліс було всього дві пари, і підтримували вони парову машину загальною вагою 4,5 тонни (включаючи воду в котлі). Конструкція тендера була найпростішою — він являв собою чотириколісний візок, в передній частині якого було паливо, а в задній ємність з водою.
Добудована «Ракета» пройшла випробування на Кіллінгвортській залізниці, за всіма показниками перевершивши попередні моделі. Вона не тільки розвивала швидкість до 20 миль на годину, яка вдвічі перевершувала жорсткі конкурсні умови, але і витрачала менше палива, ніж попередні стефенсонські паровози, і рідше вимагала поповнення запасу води.